# Retardantes de llama bromados

Ejemplo de un retardante de llama bromado: polibromodifenil éteres.

Los Retardantes de llama bromados, son compuestos organobromados que tienen un efecto inhibidor en la combustión de materiales orgánicos. En la comercialización de los retardantes de llama, la variedad bromada es la más utilizada. Son muy efectivos en plásticos y textiles, como por ejemplo en la electrónica, ropa y muebles. Los BFR se suelen utilizar en aparatos electrónicos con el fin de reducir la inflamabilidad del producto.

## Producción
Los retardantes de llama basados en bromo se aplican a 2.5 millones de toneladas de polímeros anualmente, con un consumo anual de más de 40,000 toneladas para los PBDE. La industria norteamericana, utilizó unas 34,000 toneladas de PBDEs en 1999, siendo así estos polímeros los que más cantidad de estos aditivos usan. Sin embargo, se destina una cantidad importante de los retardantes de llama norteamericanos para el mercado internacional.

## Neurotoxina
Los retardantes de llama bromados (BFR) son compuestos altamente neurotóxicos; que se utilizan, por ejemplo, en la fabricación de almohadas.